# 貴翔

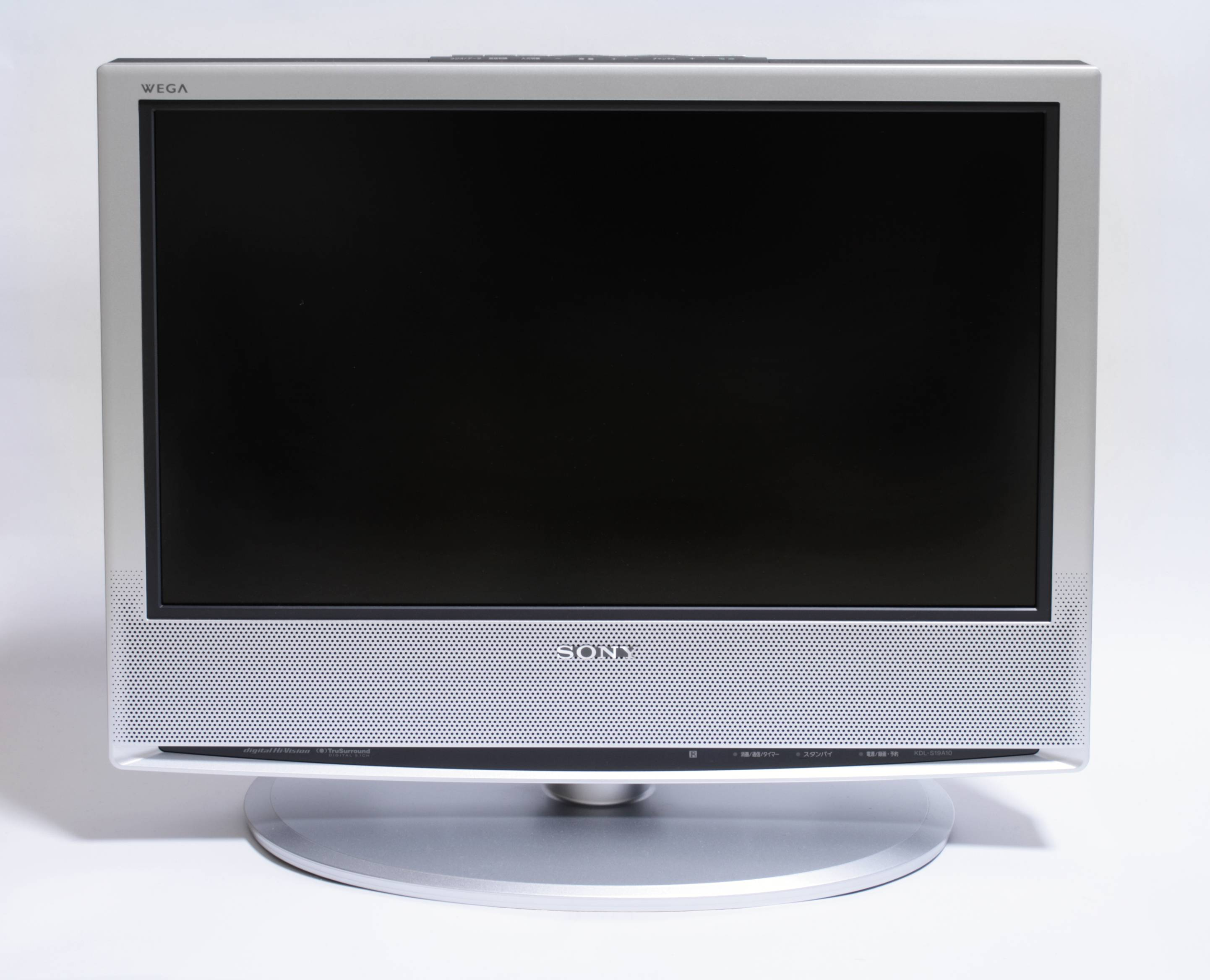
Sony WEGA KDL-S19A10電視

WEGA (中國翻譯品牌名稱為貴翔) ，是日本索尼於1997推出电视机品牌。WEGA的名稱是來自天空中閃亮的織女星（Vega）而來。
WEGA電視同樣採用索尼最引以自傲的。「特麗霓虹」（Trinitron）映像管、DRC倍頻技術。在傳統映像管電視（陰極射線管）市場中，一直是屬於第一品牌的代表。進入全平面電視時代，索尼獨創的「WEGA ENGINE」影像CPU，引領高精細畫質技術，彌補了本身無液晶面板的不足。
索尼過去因錯失液晶面板技術，使第一品牌陸續被夏普、松下、三星及樂金超越，電視部門的業績不佳，也拖垮了索尼整體的獲利。
2005年9月開始，BRAVIA品牌部份機種將採用與三星合資的S-LCD所研發的第七代液晶面板，目前將用在所有平面電視，包括背投影電視、液晶電視，映像管電視則繼續沿用貴翔品牌。之後索尼以BRAVIA品牌全面取代使用8年之久的WEGA，索尼希望捨棄從映像管電視時代就使用的WEGA品牌，會象徵其電視事業的躍進。

## WEGA CRT差別
| CRT名稱            | 解析度     |
| ------------------ | ---------- |
| Super Fine Pitch   | 1440x1080i |
| Hi-Scan            | 853x1080i  |
| WEGA 16:9 Enhanced | 480i       |
| Original WEGA      | 480i       |

## 參閱
- Sony
- BRAVIA